# Erebia lena
Erebia lena är en fjärilsart som beskrevs av Hugo Theodor Christoph 1889. Erebia lena ingår i släktet Erebia och familjen praktfjärilar. Inga underarter finns listade i Catalogue of Life.